# Blue Note Records
Blue Note Records er et legendarisk pladeselskab for jazz, som blev grundlagt i New York i 1939 af de tyske indvandrere Alfred Lion og Frank Wolff. Navnet er afledt af de karakteristiske "blue notes" i jazz og blues. Blue Note Records ejes i dag af Universal Music Group.
Historisk set har Blue Note hovedsageligt været forbundet med "hard bop" jazzen (en blanding af bebop med andre former for musik, herunder soul, blues, rhythm and blues og gospel). Horace Silver, Jimmy Smith, Freddie Hubbard, Lee Morgan, Art Blakey, Lou Donaldson, Donald Byrd, Grant Green og Bobbi Humphrey var blandt de førende kunstnere på pladeselskabet, men næsten alle de vigtige musikere i efterkrigstidens jazz indspillede for Blue Note ved lejlighed, men oftest kun én gang.